# Sericomyrmex

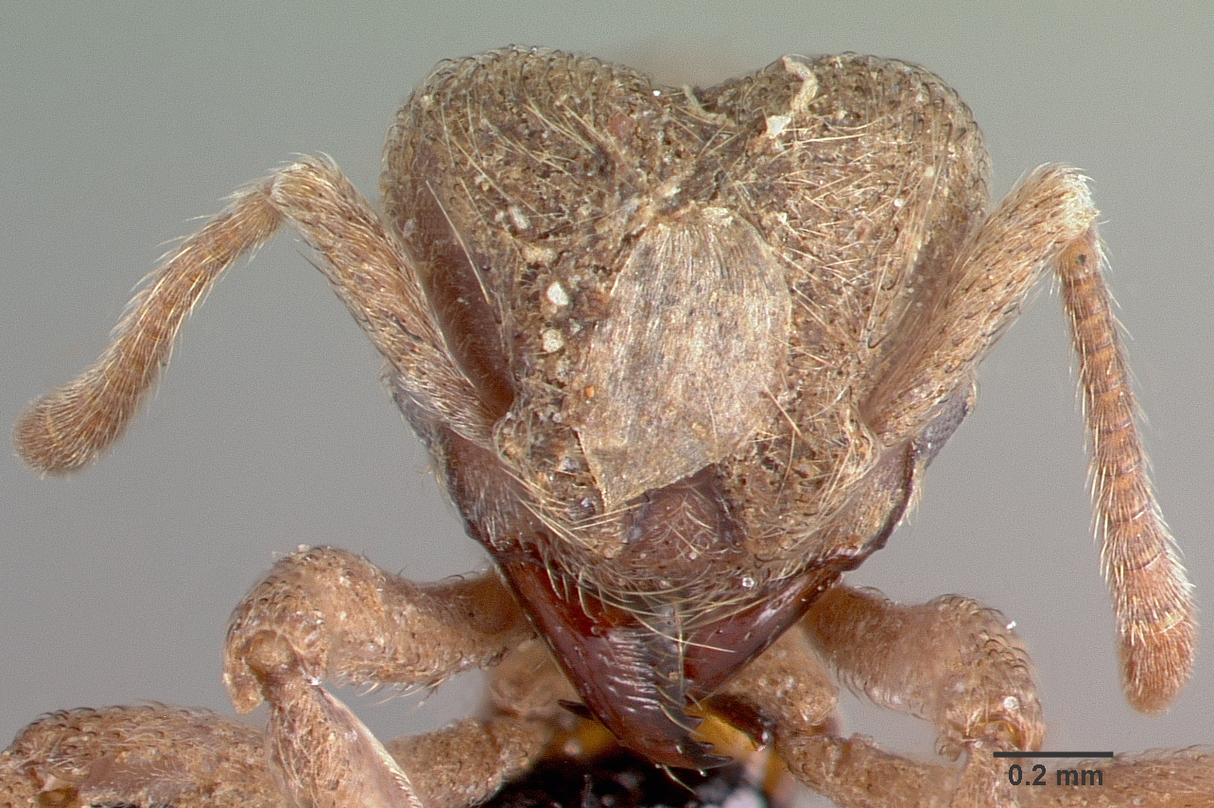
Голова Sericomyrmex amabilis

Sericomyrmex (лат.) — род муравьёв из трибы грибководов Attini подсемейства Myrmicinae.

## Описание
Среднего размера муравьи; мономорфные. Тело с многочисленными изогнутыми волосками. Усики состоят из 11 члеников, без явной булавы (у самцов из 12 сегментов). Семьи малочисленные (около 200 особей). В гнезде Sericomyrmex urichi 3 камеры для грибов. Стебелёк между грудкой и брюшком состоит из двух члеников: петиолюса и постпетиолюса (последний чётко отделён от брюшка), жало развито, куколки голые (без кокона).
Характерны своим тесным симбиозом с грибами, выращиваемыми в муравейниках. Гнездо состоит из нескольких ячеек-камер, расположенных вертикально в почве. В качестве субстрата для грибницы используют кусочки плодов растений.
Грибковая филогения подтверждает, что грибы, разводимые Sericomyrmex являются генерализованными сортами высших грибководов Attini, чередующимися с грибковыми видами, связанными с муравьями рода Trachymyrmex, что указывает на совместное использование сортов и горизонтальный перенос между этими двумя родами муравьёв-грибководов.

## Распространение
Род характерен исключительно для Нового Света и встречается только в Неотропике (от Мексики до Бразилии).

## Генетика
Диплоидный набор хромосом 2n = 50.

## Классификация
Род включает около 10 видов.
- Sericomyrmex amabilis Wheeler, 1925
- Sericomyrmex bondari Borgmeier, 1937
  - =Sericomyrmex beniensis Weber, 1938
- Sericomyrmex lutzi Wheeler, 1916
- Sericomyrmex maravalhas Ješovnik, 2017[3]
- Sericomyrmex mayri Forel, 1912
  - =Sericomyrmex luederwaldti Santschi, 1925
  - =Sericomyrmex moreirai Santschi, 1925
  - =Sericomyrmex harekulli Weber, 1937
  - =Sericomyrmex urichi Forel, 1912
- Sericomyrmex opacus Mayr, 1865typus
  - =Sericomyrmex aztecus Forel, 1885
  - =Sericomyrmex diego Forel, 1912
  - =Sericomyrmex zacapanus Wheeler, 1925
- Sericomyrmex parvulus Forel, 1912
  - =Sericomyrmex myersi Weber, 1937
- Sericomyrmex radioheadi Ješovnik, 2017[3]
- Sericomyrmex saramama Ješovnik, 2017[3]
- Sericomyrmex saussurei Emery, 1894
  - =Sericomyrmex burchelli Forel, 1905
  - =Sericomyrmex impexus Wheeler, 1925
- Sericomyrmex scrobifer Forel, 1911